# 高成寺
高成寺（こうじょうじ）は、福井県小浜市青井にある臨済宗南禅寺派の寺院。山号は青井山。本尊は千手観音菩薩。 小浜公園の敷地に隣接する。元は暦応2年（1339年）に足利尊氏の命を受け諸国に建立した若狭国安国寺である。康永3年（1344年）に炎上したため、若狭守護であった大高重成が高成寺として再興した。寺号は大高重成の名に由来する。
若狭観音霊場第20番札所でもある。

## 文化財
重要文化財
- 木造千手観音立像[1]
- 紙本墨書印可状[2]（建武四年十二月梵竺仙とあり）（附　紙本墨書履践集（観応二年八月法延の自序あり）1冊、紙本墨書大高重成状（五月十三日とあり）1幅、絹本著色大年和尚図（弘治二年の賛あり）1幅）

開山の大年和尚が師の竺仙梵僊から嗣法の証として与えられたもの。附指定の履践集は大念の自叙伝。大高重成状は当寺の大檀那である重成が大年和尚に対し青井山堂建立について送った書状である。大年和尚図は、大年和尚の姿を描いたもので、縦121cm、横52cm。

## 交通アクセス
- JR西日本小浜線小浜駅から徒歩で15分
- 舞鶴若狭自動車道小浜ICから約5km
- 国道27号後瀬から約2km

## 近隣情報
- 小浜海浜公園
- 小浜西組
- 空印寺
- 常高寺